# Peter Ensikat

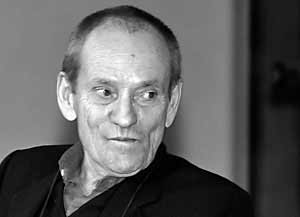
Peter Ensikat, 2012

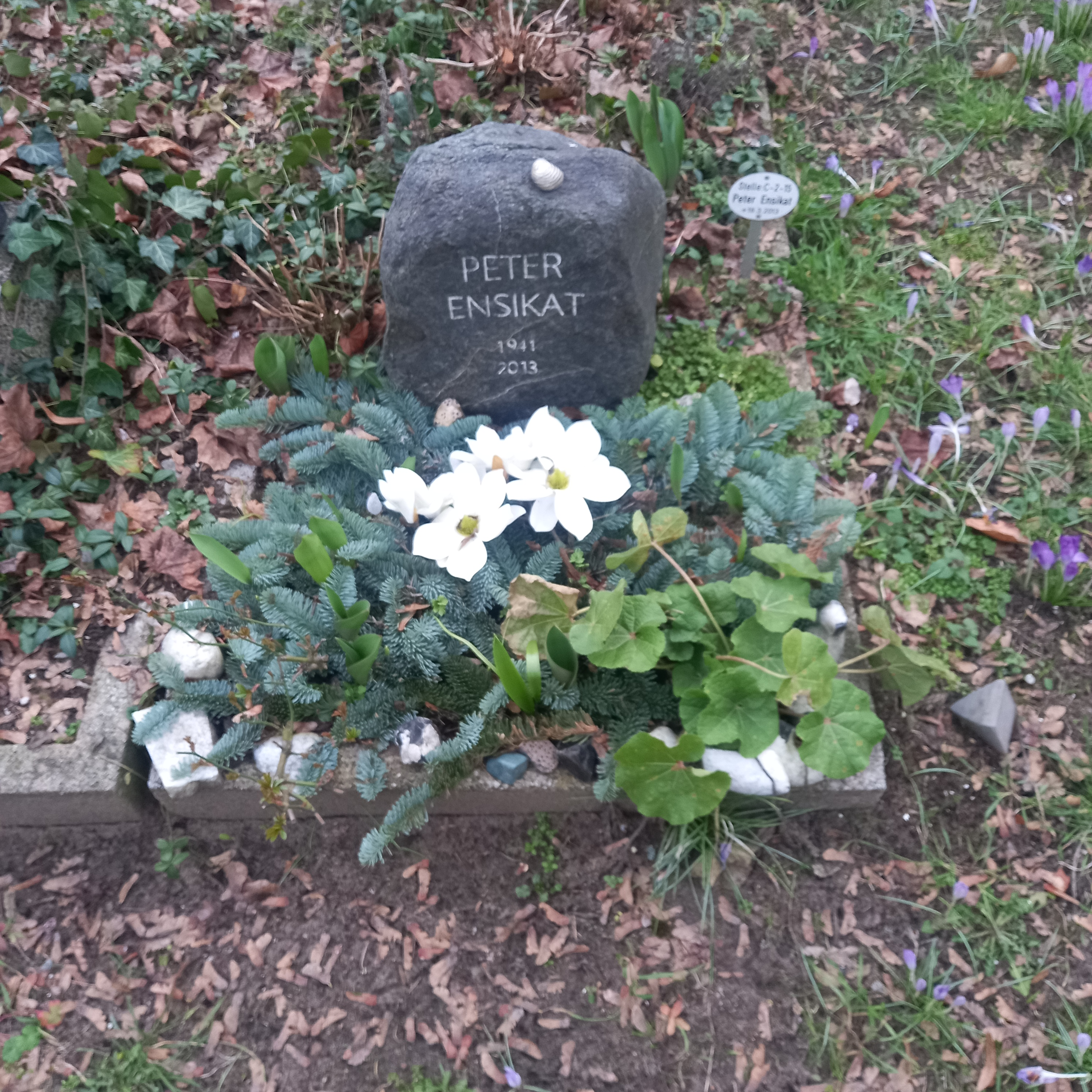
Das Grab von Peter Ensikat auf dem Französischen Friedhof in Berlin

Peter Ensikat (* 27. April 1941 in Finsterwalde; † 18. März 2013 in  Berlin) war ein deutscher Schriftsteller, Drehbuchautor, Schauspieler und Kabarettist.
In den 1970er und 1980er Jahren war er der meistgespielte Kabarettautor der DDR.

## Leben
Peter Ensikats Familie stammte aus Berlin. Er wuchs mit zwei älteren Geschwistern in Finsterwalde (damals Landkreis Luckau) in der Niederlausitz auf, sein Vater fiel im Zweiten Weltkrieg 1943 bei Smolensk. 1959 begann Ensikat ein Schauspiel-Studium an der Theaterhochschule Leipzig. Bereits während des Studiums schrieb er auf Anregung von Peter Sodann erste Texte für das Studentenkabarett Rat der Spötter, das im Herbst 1961 verboten wurde. Ensikat entging, anders als seine Mitstreiter, einer Verhaftung aufgrund eines Krankenhausaufenthaltes. Von 1962 bis 1965 spielte er am Theater der Jungen Generation in Dresden. Dort schrieb er erste Stücke fürs Kindertheater, daneben arbeitete er viele Jahre als Kabarett-Autor für die Dresdner  Herkuleskeule. Von 1969 bis in die 1980er Jahre gehörte er außerdem neben Hans Rascher und Kurt Bartsch zum Autorenkreis des Berliner Kabaretts „Distel“, als dessen Künstlerischer Leiter er von 1996 bis 2006 wirkte. Ensikat war zudem Mitglied im PEN-Zentrum Deutschland.
Anfang der 1970er Jahre zog Ensikat nach Berlin und wirkte dort als Schauspieler am Theater der Freundschaft in Ost-Berlin (heute: Theater an der Parkaue). Mitte der 1970er Jahre entstand mit Wolfgang Schaller das erste gemeinsame Kabarettstück Wem die Mütze passt, dem zahlreiche weitere folgten, die auf Bühnen in der ganzen DDR gespielt wurden. Seit Mitte der 1970er war Ensikat freischaffend tätig. Er schrieb auch für das Kinderfernsehen. Daneben war er wiederholt in der Fernsehreihe Der Staatsanwalt hat das Wort in Rollen als kleiner Ganove zu sehen. Seine Stücke fürs Kindertheater und bearbeitete Märchenstoffe der Brüder Grimm und anderer aus Ensikats Feder führten ihn unter anderem in die Mongolei und auf Einladung des jeweiligen Gastlandes auch ins westliche Ausland. Anlässlich der Weltfestspiele in Berlin lernte er 1973 eine belgische Theatertruppe kennen, was den Anstoß zu mehreren Gastspielen in Brüssel und später auch in der Bundesrepublik gab.
Ensikat war in den 1970er und 1980er Jahren der meistgespielte Kabarettautor der DDR. 1985 erhielt er den Lessing-Preis der DDR, 1988 den DDR-Nationalpreis. 1991 wurde er Gesellschafter, von 1999 bis 2006 war er als Nachfolger von Gisela Oechelhaeuser künstlerischer Leiter der Distel. Zusammen mit Wolfgang Schaller wurde er 2009 mit einem Stern der Satire auf dem Walk of Fame des Kabaretts in Mainz geehrt. Ensikat war, trotz einer im Herbst 2012 auftretenden schweren Erkrankung, bis zu seinem Tode als Autor aktiv. 2010 erschien seine Autobiografie Meine ganzen Halbwahrheiten.
Peter Ensikat lebte in Berlin-Alt-Hohenschönhausen und wurde Vater zweier Söhne, David und Lukas, und einer Tochter, Karoline. David Ensikat (* 1968) studierte in Berlin Publizistik und Geschichte und arbeitet als Redakteur beim Tagesspiegel. Peter Ensikats Bruder ist der Grafiker Klaus Ensikat.
Peter Ensikat starb am 18. März 2013 im Alter von 71 Jahren in Berlin.

## Werke

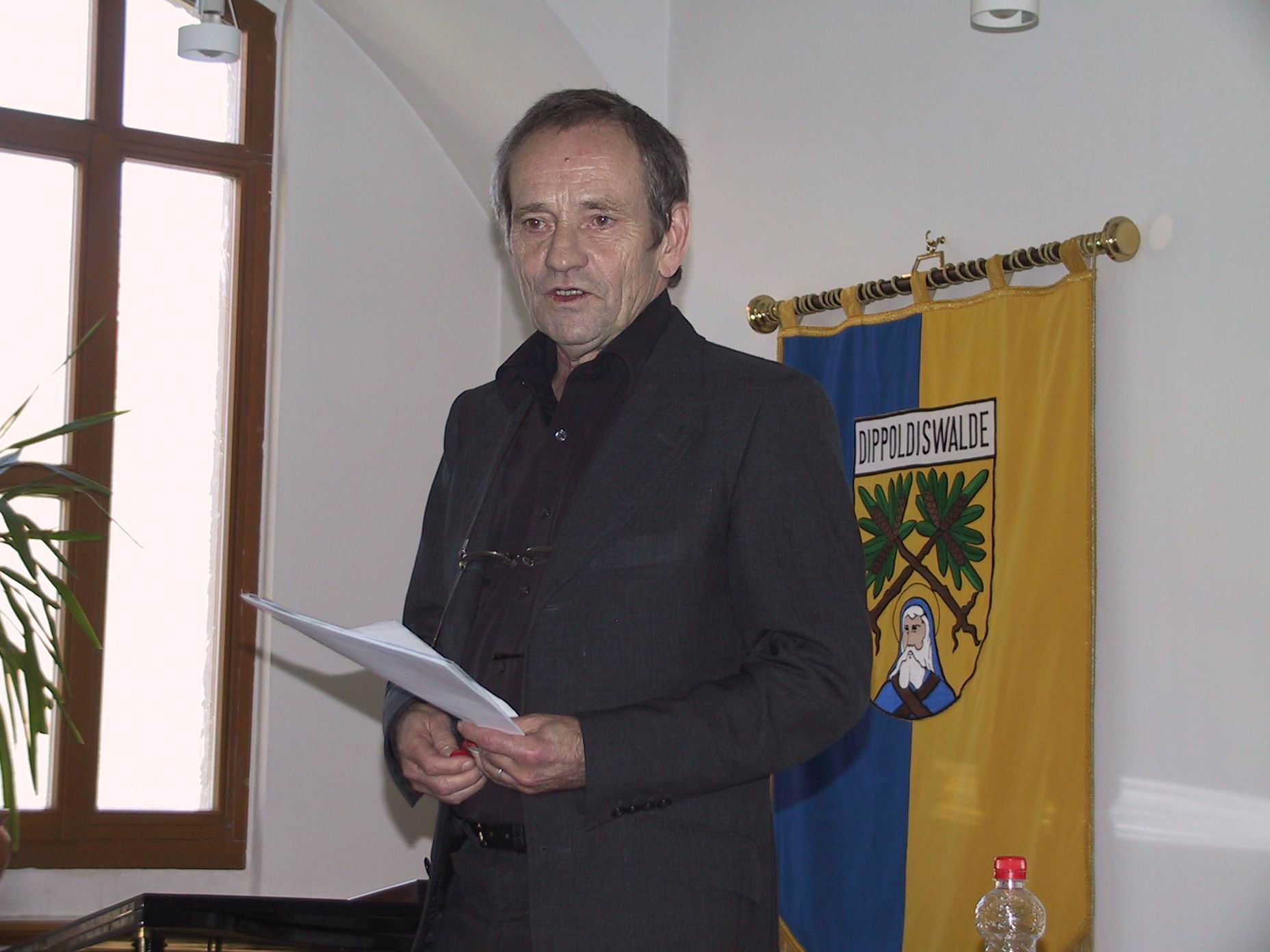
Peter Ensikat bei einer Lesung am 29. April 2007 in Dippoldiswalde

- Vasantasena. Nach einem alten indischen Motiv, Musical – Musik von Guido Masanetz – Textbuch von Peter Ensikat – Uraufführung: 8. September 1978, Metropoltheater Berlin
- Ab jetzt geb’ ich nichts mehr zu. Nachrichten aus den neuen Ostprovinzen. Kindler, München 1993, ISBN 3-463-40214-9
- Wenn wir den Krieg verloren hätten. Eulenspiegel-Verlag, Berlin 1993 ISBN 3-359-00720-4
- Uns gab’s nur einmal. Eulenspiegel-Verlag, Berlin 1997, ISBN 3-359-00813-8
- Hat es die DDR überhaupt gegeben? Eulenspiegel-Verlag, Berlin 1998, ISBN 3-359-00911-8
- Das A steht vorn im Alphabet (mit Klaus Ensikat). LeiV, Leipzig 1998, ISBN 3-89603-024-8
- Die Familie Ungeheuer (mit Ioan Cozacu). Eulenspiegel-Verlag, Berlin 1999, ISBN 3-359-00963-0
- Sternthaler oder Die wirkliche Natur des Menschen (mit Klaus Ensikat). Verlag Neues Leben, Berlin 1999, ISBN 3-355-01502-4
- Was ich noch vergessen wollte. Blessing, München 2000, ISBN 3-89667-152-9
- Du hast das, was ich nicht hab. LeiV, Leipzig 2002, ISBN 3-89603-068-X
- Das Schönste am Gedächtnis sind die Lücken. Blessing, München 2005, ISBN 3-89667-273-8
- Längerer Beitrag in: Tobias Glodek, Christian Haberecht, Christoph Ungern-Sternberg: Politisches Kabarett und Satire. Mit Beiträgen von Volker Kühn, Henning Venske, Peter Ensikat, Eckart von Hirschhausen u. a. Wissenschaftlicher Verlag Berlin, Berlin 2007, ISBN 978-3-86573-262-0
- Populäre DDR-Irrtümer. Ein Lexikon. Brandenburg – Edition q, Berlin 2008, ISBN 978-3-86124-623-7
- Ihr könnt ja nichts dafür! Ein Ostdeutscher verzeiht den Wessis. Mit einem Einwurf von Dieter Hildebrandt. edition q im be.bra verlag, Berlin 2010, ISBN 978-3-86124-648-0
- Meine ganzen Halbwahrheiten. Dumont, Köln 2010, ISBN 978-3-8321-9534-2
- Glaubt mir kein Wort. Nachgelassene Satire, hrsg. von  Bastienne Voss, edition q im be.bra verlag, Berlin 2015, ISBN 978-3-86124-691-6
- mit Dieter Hildebrandt: Wie haben wir gelacht. Ansichten zweier Clowns. Hrsg. von Franziska Günther und Thomas Grimm, bearbeitet von David Ensikat. Aufbau Verlag, Berlin 2013, ISBN 978-3-351-02760-5.
- mit Egon Bahr: Gedächtnislücken. Zwei Deutsche erinnern sich. Aufbau Verlag, Berlin 2013, ISBN 978-3-7466-2972-8. – basierend auf im April 2006 begonnenen Gesprächen im Rahmen einer Fernsehsendung.

## Filmografie (Auswahl)
als Schauspieler
- 1966: Atze (TV)
- 1967: Wendeleit ist wieder da (TV)
- 1967: Der Staatsanwalt hat das Wort: Busliesel (Fernsehreihe)
- 1968: Ich war neunzehn
- 1968: Der Staatsanwalt hat das Wort: Automarder (Fernsehreihe)
- 1968: Die Toten bleiben jung
- 1968: Der Staatsanwalt hat das Wort: Strafsache Anker (Fernsehreihe)
- 1968: Stunde des Skorpions
- 1968: Die Toten bleiben jung
- 1977: Der Staatsanwalt hat das Wort: Die Zechtour
- 1980: Dornröschen (TV)

als Drehbuchautor
- 1977: Eine vollkommen erlogene Geschichte (Fernsehfilm)
- 1981: Das tapfere Schneiderlein (Fernsehfilm)
- 1982: Der Hase und der Igel

## Theater
- 1966: Heinz Kahlau: Das Märchen von der Straßenbahn Therese (Igelkopf) – Regie: Hanuš Burger (Theater der Freundschaft Berlin)
- 1966: Hans-Albert Pederzani: Die Jagd nach dem Stiefel (Jack Büttner) – Regie: Kurt Rabe (Theater der Freundschaft)
- 1966: Heinz Kahlau: Ein Krug mit Oliven (Teppichhändler) – Regie: Heiner Möbius (Theater der Freundschaft)
- 1967: Michail Swetlow: Spiel vor dem Feind – Regie: Horst Hawemann (Theater der Freundschaft)
- 1967: Heinz Kahlau: Der gestiefelte Kater – Regie: Heiner Möbius (Theater der Freundschaft)
- 1967: Johann Wolfgang von Goethe: Urfaust (Valentin) – Regie: Heiner Möbius (Theater der Freundschaft)
- 1968: Hans-Albert Pederzani: Der eigene Kopf – Regie: Heiner Möbius (Theater der Freundschaft)
- 1968: Günter Deicke: Was ihr wollt – Regie: Heiner Möbius (Theater der Freundschaft)
- 1968: Günther Deicke/Ruth Zechlin: Reineke Fuchs (Oper für Schauspieler) – Regie: Heiner Möbius (Theater der Freundschaft)
- 1968: Vera Ljubimowa: Schneeball – Regie: Horst Hawemann (Theater der Freundschaft)
- 1969: Heinz Czechowski: König Drosselbart – Regie: Horst Hawemann (Theater der Freundschaft)
- 1969: Pawel Maljarewski: Das Rübchen – Regie: Peter Ensikat/Horst Hawemann (Theater der Freundschaft)
- 1969: Bosko Trifunovic: Das Märchen vom Kaiser und vom Hirten – Regie: Horst Hawemann (Theater der Freundschaft)
- 1971: Bernd Wagner (Nach Anatole France) Das Hemd eines Glücklichen – Regie: Heiner Möbius/Peter Ensikat (Theater der Freundschaft)
- 1971: William Shakespeare: Die Komödie der Irrungen – Regie: Heiner Möbius (Theater der Freundschaft)
- 1971: Friedrich Gerlach: Die Herren des Strandes – Regie: Horst Hawemann (Theater der Freundschaft)
- 1971: Hans-Dieter Schmidt: Tinko – Regie: Peter Ensikat (Theater der Freundschaft)
- 1974: Michail Bulgakow: Don Quijote – Regie: Mirjana Erceg (Theater der Freundschaft)
- 1974: Eugen Eschner: König Jörg – Regie: Konrad Tschiedrich (Theater der Freundschaft)
- 1981: Peter Ensikat/Wolfgang Schaller: Bürger schützt eure Anlagen – Regie: Siegfried Höchst (Kabarett Obelisk Potsdam)
- 1985: Peter Ensikat / Bernd Wefelmeyer: Was soll das ganze Theater im Rahmen des Volksbühnen-Spektakels mit Marianne Wünscher und Hans Teuscher
- 1987: Peter Ensikat / Bernd Wefelmeyer: Also Kunst ist es nicht im Rahmen des Volksbühnen-Spektakels mit Marianne Wünscher und Hans Teuscher
- 1989: Peter Stone: Sugar (Some Like It Hot/Manche mögen’s heiß) nach dem Film von Billy Wilder und I. A. L. Diamond, Musik von Jule Styne, Deutsch von Peter Ensikat, DSE: 23. März 1989, Metropol-Theater Berlin
- 1992: Peter Ensikat: Die Bremer Stadtmusikanten – Regie: Manuel Schöbel (caroussel Theater Berlin)

## Tonträger (Auswahl)
- 1980: Distel – Hurra ist eingeplant, LP, Litera 8 65 254
- 1987: Peter Ensikat / Wolfgang Schaller: Die Herkuleskeule – Bürger, Schützt Eure Anlagen, LP, Litera 8 65 400
- 1987: Peter Ensikat: Was soll das ganze Theater, Musikalische Leitung: Bernd Wefelmeyer, Vorstellungsmitschnitt in der Volksbühne Berlin, September 1986, Plattencover: Klaus Ensikat, LP, Litera 8 65 406
- 2009: Lachen und lachen lassen – 100 Prozent Humorgarantie mit Mathias Wedel, Peter Ensikat, Matthias Biskupek u a, CD, ISBN 978-3-359-01120-0
- 2013: Dieter Hildebrandt / Peter Ensikat: Wie haben wir gelacht, 207 min., 3 CDs, Random House Audio, ISBN 978-3-8371-2115-5